# (248388) Namtso
(248388) Namtso ist ein im äußeren Hauptgürtel gelegener Asteroid. Er wurde vom italienischen Amateurastronomen Vincenzo Silvano Casulli am 26. September 2005 am Observatorium im Ortsteil Vallemare (IAU-Code A55) der Gemeinde Borbona in der Provinz Rieti entdeckt.
Der Asteroid wurde am 5. Oktober 2017 nach dem tibetischen Bergsee Nam Co (tibetisch གནམ་མཚོ་ Wylie gnam mtsho, chinesisch 納木錯 / 纳木错, Pinyin Nàmù Cuò) benannt. Namtso ist die englische Schreibweise des Namens des Sees.